# Enkhuizen (stacja kolejowa)
Enkhuizen – stacja kolejowa w Enkhuizen, w prowincji Holandia Północna, w Holandii. Stacja została otwarta w 1885. Znajduje się tu 1 peron.